# 한국식품연구원

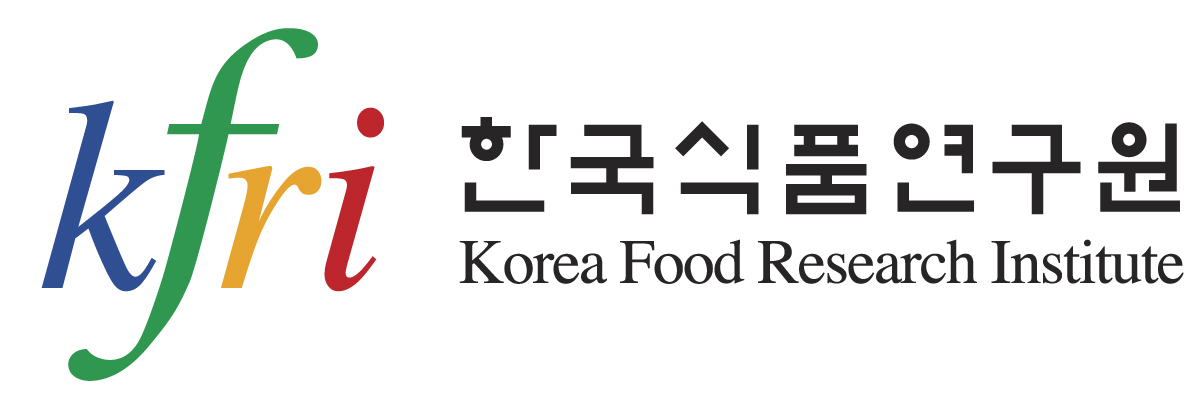
한국식품연구원 로고

재단법인 한국식품연구원(韓國食品硏究院, Korea Food Research Institute, KFRI)은 농산물·임산물·축산물·수산물 등의 처리·저장·가공 기술을 개발·보급하여 식품산업의 기술 기반을 향상시키기 위하여 설립한 과학기술정보통신부 산하 국가과학기술연구회 소관의 기타공공기관이다. 2009년 전라북도로 이전이 확정되었고 경기도 성남시에서 2017년 9월 전라북도 완주군으로 이전하였다.

## 임무
국민의 건강과 삶의 질 향상을 위하여 대사 기능과 융합 기술을 토대로 장수 과학, 기능성 식품, 안전 유통, 식품 공정 기술 등의 연구 수행 및 성과 확산, 기술 지원, 공익 기능 강화 연구 등을 통해 식품산업 및 농림수산업 등 관련 산업의 발전과 국민 삶의 질 향상에 기여

## 기능
- 식품 기능성 규명, 신소재･신공정 연구 개발
- 식품 저장･유통･안전성 기술 연구 개발
- 전통식품의 세계화 연구 개발
- 식품 분석, 정보, 표준화 및 기반 조성 연구 개발
- 기타 기술 정책 수립의 지원, 기술 지원, 시험 평가 인증, 인력 양성, 기술 사업화 등 정부, 민간, 법인 단체 등이 위탁하는 사업 및 연구원의 임무 달성을 위하여 필요한 사업 수행

## 연혁
한국식품개발연구원은 1987년 12월 31일 국내 유일의 식품 전문 국책연구기관으로 설립이 되었다. 연구원의 태동은 설립 2년 전인 1986년 9월 (한국농촌경제연구원)의 ‘국가적 차원의 식품종합연구기관 설립에 관한 구상’으로부터 시작되었다. 이 구상에 따라 1987년 1월 30일 농림수산부 업무보고 시 대통령의 종합식품연구기관 설립에 대한 지지에 의거 1987년 2월 25일 (농림수산부)장관은 ‘한국식품개발연구원 설립에 관한 기본 방침’을 대통령에게 보고하고 1987년 8월 19일 대통령 재가를 얻음으로 연구원의 모습이 구체적으로 드러났다. 이후 1987년 11월 5일 연구원설립위원회가 구성되어 연구원 정관, 출연금, 사무소 설치장소, 이사 및 감사선임 등 연구원 설립을 위한 준비를 진행, 공식적으로 설립되었다.
| 1987년 | 12월 4일 한국식품개발연구원 육성법 공포(법률 제 3985) 12월 31일 한국식품개발연구원 설립 등기(민법 32조) |
| 1988년 | 5월 2일 업무개시(농수산물유통공사 종합식품연구원과 KIST 식품 관련 연구 부서 통합 운영) 12월 11일 연구원 청사 건설 기공 |
| 1991년 | 10월 27일 신청사 준공 |
| 1996년 | 7월 12일 식품 분야 산업재산권 진단 및 평가 기관 지정(특허청) |
| 1997년 | 12월 31일 국가 공인 시험 기관 지정(국립기술품질원) |
| 1998년 | 7월 3일 축산물 품질 검사 및 위생 교육 기관 지정(농림부) 8월 9일 KS 인증 기관 지정(농림부, 해양수산부) 11월 13일 자가 품질 검사 기관 지정(식품의약품안전청)                                                                  |
| 1999년 | 1월 29일 정부출연연구기관 등의 설립, 운영 및 육성에 관한 법률 공포(법률 제 5737호) 국무총리실(산업기술연구회)산하로 소속 변경 6월 28일 축산물HACCP(축산물 위해 요소 중점 관리 제도) 교육 훈련 기관 지정(국립수의과학검역원) |
| 2002년 | 11월 25일 식품 위생 검사 기관 지정(식품의약품안전청) 12월 10일 생명공학 및 식품 가공 분야 벤처 기업 평가 기관 지정(중소기업청)                                                                                              |
| 2004년 | 9월 23일 과학기술분야 정부출연연구기관 등의 설립,운영 및 육성에 관한 법률(제 7219호) 공포로 "한국식품연구원"으로 명칭 변경 10월 24일 과학기술부(산업기술연구회) 산하로 소속 변경                                            |
| 2008년 | 2월 29일 지식경제부(산업기술연구회) 산하로 소속 변경 |

## 조직
- 감사
  - 감사부
- 부설 세계김치연구소

### 한국식품연구원장

#### 부원장

##### 기능성식품연구본부
- 대사질환연구단
- 감각인지연구단
- 특수목적식품연구단
- 바이오공정연구단

##### 대사영양연구본부
- 대사기전연구단
- 영양식이연구단
- 장내미생물연구단

##### 안전유통연구본부
- 식품안전연구단
- 스마트유통시스템연구단
- 저장유통연구단
- 식품표준연구센터
- 식품수출지원센터

##### 전략산업연구본부
- 식품가공기술연구센터
- 전통식품연구센터
  - 장류연구팀
  - 인삼연구팀
  - 우리술연구팀
- 식품분석센터
- 중소기업솔루션센터

##### 전략기획연구본부
- 기획예산실
  - 경영기획팀
- 연구전략실
- 사업관리실
  - 성과확산팀
- 홍보실

##### 경영관리연구본부
- 인력개발실
- 총무실
  - 시설운영팀
- 재무정보실
  - 정보팀
- 구매자산실
  - 건설안전팀

## 연구 부서

### 대사기능연구본부
장수과학연구단
- 식품의 노화억제 및 질병예방·개선 기능성 연구
- 개인맞춤형 식품을 위한 Omics(영양유전체, 대사체 등) 활용기술 연구
- 식품성분의 대사, 흡수, 분포, 배설, 체내 이용 연구(Nutridynamics 연구)
- 작용기전, 작용점 및 바이오마커 발굴기술
- 기능성 평가모델 (in vitro. in vivo, human) 개발 기술
- 식품소재의 미각인지 조절기술 개발
- 동물실험 지원 및 운영
- 해양바이오산물의 기능성 연구 및 가공기술 개발◦ 식품 신소재 및 첨단 가공기술 개발

기능소재연구단
- 천연 식품첨가물 가공기술 개발
- 특수목적형 식품 등의 선도기술 개발
- 식품 기능 켐바이오 소재기술 개발
- 식품 나노바이오 소재화 및 전달시스템 개발
- 식품 건강 지표 및 신호물질 설정 및 추적시스템 개발
- 바이오센서 현장 활용 나노센싱 및 이미징술 연구
- 친환경 푸드시스템 활용기술 개발

발효기능연구단
- 세계적 선도 발효식품 개발을 위한 발효식품 융·복합 연구
- 전통발효식품의 과학화, 표준화 공정을 통한 전통식품 품질 연구
- 전통발효식품의 신공정 개발, 품질개선, 세계화 수용체계 확립 연구
- 전통발효식품의 균주 개량 및 보존 연구
- 미생물을 이용한 Bacteriotheraphy 기술 개발 연구
- 질병예방 기능성 관련 물질생산 생물공정 개발
- 기능성 유산균 및 발효소재 개발

### 융합기술연구본부
안전유통연구단
- 식품 환경변화에 따른 맞춤형 통합안전관리 시스템 개발
- U-safety 시스템 구축을 위한 위해요소 검출 및 추적기술 개발
- 식품안전을 위한 산업적 식품위해요소 제어기술 개발
- 식품 안전성 확보를 위한 위험평가 기반기술 연구
- 농수축산식품의 잠재 위해요소 발굴 및 구명
- 농식품 수확 후 관리 및 품질 정량 평가 체계화 기술 개발
- 고효율 식품 저장, 포장, 유통 및 물류 첨단기술 개발
- 유비쿼터스 농식품 유통과 IT융합 기술 개발
- 환경변화 대응 그린 식품 시스템 구축
- 농․식품 폐자원의 유용 자원화 및 활용기술 개발
- 감각평가와 sensory marketing 연구
- 식품산업육성․국민영양관리 관련제도 연구
- 개발제품 및 기술에 대한 경제성 분석
- 식품소비, 마케팅, 시장구조 및 식품통계에 관한 연구

공정기술연구단
- 농, 수, 축, 임산물 원료의 특성발굴 및 관련 공정기술 개발 연구
- 식품소재 및 원료의 고부가가치 공정기술 개발 연구
- 식품 소재의 안전 생산을 위한 관리시스템개발 연구
- 친환경 식품 및 바이오 제품 개발 및 기반기술 최적화 연구
- 지역특산물의 우수성 발굴, 평가, 제품화 등 특화 전략기술 개발
- 한식 세계화, 학교 급식 제도 개선 및 외식산업 발전 연구
- 아시아 식문화 중심의 글로벌화를 위한 가공식품 개발 연구
- 식문화 지침, 국민 식생활 영양 정책 및 삶의 질 개선 연구
- 국내외 식품 콘텐츠 융복합 시스템 개발 연구
- 식품분야 국가지식 기반 구축 및 산업재산권 진단평가

우리술연구센터
- 양조 기반기술 및 응용기술 연구
- 효모, 곰팡이 등 양조미생물의 수집 및 특성 분석 연구
- 우리술의 복원 및 기능성 연구
- 우리술 제조공정 개발, 품질고급화 연구 및 지역 특산주 개발
- 우리술 품질균일화를 위한 발효조절 및 유통기술 개발
- 술 품질인증제, 주류 성분 표시제, 주원료 원산지 표시제 및 지리적 표시제 운영
- 원료생산 농업인 및 제조업체에 대한 교육․훈련, 경영컨설팅 및 기술지원

### 분석표준연구본부
식품분석센터
- 식품산업체 품질보증을 위한 성분검사 및 분석기술 지원
- 유통식품의 품질 및 안전관리를 위한 성분 검사 및 분석 기술지원
- 수출입식품의 품질검사
- 정부 품질인증제품의 품질평가 및 시판품 조사
- 식품의 품질 및 안전성 평가를 위한 새로운 분석법 연구
- 원내 연구업무 정밀분석 지원

우수식품인증센터
- 우수식품인증제도 운영 및 관리
- 우수식품인증업체 사후관리 및 기술지원
- 식품 관련 국내외 인증제도 및 기준 연구
- 우수식품 인증제도 관련 국가표준 및 인증기준 개발․보급
- 국제(CODEX, ISO 등) 표준화 연구
- 식품 품질 및 제조‧위생공정 표준화 연구

## 한-아세안 FTA협력사업(ASEAN-ROK Program)
1980대 초기 독일 GTZ로부터 한국농촌 개발을 위해 농산물 유통기술을 지원받았던 경험을 바탕으로, 경제적으로나 기술적으로 뒤처진 동남아 국가와 신선농산물 수확후 관리기술 협력사업을 1994년부터 수행하였다.